# 格奥尔基·利基亚尔多波尔
格奥尔基·利基亚尔多波尔（羅馬尼亞語：Gheorghe Lichiardopol，1913年8月2日—1991年），罗马尼亚男子射击运动员。他曾代表罗马尼亚参加1952年和1956年夏季奥林匹克运动会射击比赛，获得二枚铜牌。